# المنع المرتبط بالجنس
الحظر المرتبط بالجنس هونمط ريش على الريش الفردي في الدجاج، والذي يتميز بالتناوب بين القضبان المصطبغة والمحددة. يمكن أن يحتوي الشريط المصطبغ إما على صبغة حمراء (فايوميلانين) أو صبغة سوداء (يوميلانين) بينما يكون الشريط المصطبغ أبيض دائمًا. لذلك غالبًا ما يُشار إلى الموضع باسم "مخفف يوميلانين" أو "مسبب إضطراب الميلانين". تشمل السلالات المحظورة المرتبطة بالجنس منعت صخرة بليموث وديلاوير وألعاب اللغة الإنجليزية القديمة كريل بالإضافة إلى كوكوس دي ريننس.

## مظهر الريش
إن وجود شريط أبيض على خلفية داكنة يميز الحظر المرتبط بالجنس عن الحظر الجسدي، وهو نمط ريش آخر في الدجاج يُنشأ بواسطة شريط أسود على خلفية ذات لون فاتح (أبيض/ بيج) كما يتضح من السلالة المصرية الفيومي. يُعزى عدم وجود صبغة في الشريط الأبيض إلى نقص الخلايا المنتجة للصبغة (الخلايا الصباغية) في جريب الريش أثناء نمو الريش. في البداية، أقترح أن هذا النقص كان نتيجة موت الخلية كنتيجة لطفرة الموضع بي ولكن الأبحاث اللاحقة أظهرت أن النقص ناتج عن تمايز الخلايا المبكرة وليس موت الخلايا المبرمج.
عادةً ما يظهر دجاج الذكور من السلالات التقليدية المرتبطة بالجنس مثل دجاج بليموث روك" منعت صخرة بليموث، فرقًا بيضاء أوسع وأكثر وضوحًا من الإناث من نفس السلالة. الخصائص الإضافية للدجاج المحظور المرتبط بالجنس هي تخفيف صبغة الجلد في الساقين بالإضافة إلى وجود نقطة بيضاء في أعلى رأس الكتاكيت حديثة الفقس والتي يمكن إستخدامها للجنس الذاتي: الذكور متجانسة الزيجوت لديهم بقعة أكبر بكثير من الإناث متصورة الزيجوت.

## علم الوراثة
أُنشِئ الحظر المرتبط بالجنس باعتباره الموضع B المهيمن بواسطة علم الوراثة المندلية التقليدي في بداية القرن العشرين. نُبِّىء بوجود الجين المسؤول على الكروموسوم Z وبما أن ذكور الطيور متجانسة (ZZ)، فيمكن أن تكون إما متغايرة - أو متماثلة اللواقح للحظر المرتبط بالجنس. الإناث دائمًا ما تكون ممزوجة في هذا المكان (ZW). في عام 2010، حدد عالم سويدي أربع طفرات موجودة في أو حول موضع مثبط الورم سي دي كاي أن 2 آي، والذي يبدو أنه مرتبط بالحظر المرتبط بالجنس. تُنظم الطفرات الأربعة في 3 أليلات مختلفة تسمى B0 وB1 وB2. تحمل جميع الأليلات طفرتين غير ترميزيتين تقعان في المناطق التنظيمية للجين (المحفز والإنترون) ولكن فقط B1 وB2 يحملان طفرتين خاطئتين إضافيتين في مجال وظيفي مهم للبروتين. يتسبب أليل B1 في النمط الظاهري/المظهر النموذجي للحظر المرتبط بالجنس وهو موجود في معظم سلالات الدجاج المحظورة الحديثة المرتبطة بالجنس. تظهر إناث أو ذكور الدجاج التي تحمل الأليل B2 في حالة متغايرة الزيجوت نمطًا محددًا للحظر ولكن في حالة متماثلة اللواقح، يكون الذكور من البيض بشكل أساسي مع القليل جدًا من التصبغ. وُصِفَ هذا النمط الظاهري في البداية على أنه طفرة مميزة ولكنها وثيقة الصلة، ومع ذلك، تُخِصِّصَ لاحقًا لنفس الجين وسمي "التخفيف المرتبط بالجنس".
يحمل أليل B0 فقط الطفرتين غير المشفرتين، وظلت مساهمته في نمط الحظر غير معروفة لأنه حدث فقط في السلالات التي تحمل أيضًا الطفرة البيضاء السائدة التي تخفي التأثير في الموضع B. قام العلماء مؤخرًا بإزالة الطفرة البيضاء السائدة من دجاج تلك السلالات وتمكنوا من إظهار أن تلك الدجاجات تظهر نمط حظر خفيف للغاية. أطلقوا على النمط الظاهري "التخفيف الشديد المرتبط بالجنس". نظرًا لأن الدجاج الذي يحتوي على أليل B0 يُظهر أضعف نمط حظر مقارنةً بتلك التي لديها طفرة تشفير بالإضافة إلى ذلك، يقترح العلماء سيناريوتطوري حدثت فيه الطفرات غير المشفرة أولاً وطفرتا الخطأ في وقت لاحق وبشكل مستقل. نظرًا لأن الجمع بين كل من الطفرات غير المشفرة والطفرات المغلوطة يعطي نمط الحظر المطلوب والواضح، فإن B0 لم يعد موجودًا في السلالات الممنوعة المرتبطة بالجنس بعد الآن.

## تشكيل النمط الجزيئي في جريب الريش
كان العلماء قادرين على إظهار أن كلا الطفرات غير المشفرة الموجودة في جميع الأليلات B أو واحدة منها، تتسبب في زيادة تنظيم نشاط سي دي كاي أن 2 آي. مع وجود المزيد من منتج الجينات، والذي يسمى أي آرأف (بروتين إطار القراءة البديل) في الخلية، حُمِيَ المزيد من p53 من التدهور. p53 هو عامل نسخ يقوم بدوره بتنشيط المزيد من الجينات المشاركة في تنظيم دورة الخلية والاستماتة. نتيجة لذلك، تتوقف الخلية عن الإنقسام وتبدأ في إنتاج الصبغة قبل الأوان. ومع ذلك، فإن الطفرات المغلوطة في أليل B1 وB2 لها تأثير معاكس. كلا الطفرات الخاطئة تؤدي إلى خلل في بروتين أي آر أف، والذي يبطل تأثير النشاط العالي للجين إلى حد ما. لا يزال الإنتاج المبكر للصبغة واضحًا ولكنه أقل قوة كما لوحظ في أليل B0. من المثير للاهتمام أن الطفرة الخاطئة في أليل B1 هي أكثر اضطرابًا لوظيفة البروتين من تلك الموجودة في الأليل B2 ويعتقد العلماء أن هذا هو سبب الاختلافات المظهرية الملحوظة بين هذين الأليلين.
عندما تبدأ الخلايا السلفية للخلايا الصباغية في الهجرة لأعلى من قاع الجريب إلى الأشواك حيث تصنع الصبغة، فإنها تنقسم أكثر حتى يوصل إلى عدد كافٍ من الخلايا الصبغية. كنتيجة للتنظيم الأعلى لـسي دي كاي أن 2 آي، ستتوقف معظم الخلايا عن الإنقسام وتصنع خلايا جديدة، ولكنها بدلاً من ذلك تبدأ في إنتاج الصبغة-يظهر شريط أسود من الريش. لكن في النهاية، لن يكون هناك ما يكفي من الخلايا الصبغية. نظرًا لتجنيدهم من الجزء السفلي من جريب الريش، يستمر الريش في النمو، مما يؤدي إلى تكوين الشريط الأبيض. مع المجموعة الجديدة من الخلايا الصبغية، يبدأ السلوك الدوري مرة أخرى، مما يؤدي إلى إنشاء قضبان متناوبة صبغية ومُصطبغة.

## طفرات مرتبطة بالجنس وسرطان الجلد
إرتبطت الطفرات في سي دي كاي أن 2 آي بحدوث سرطان الجلد العائلي في البشر. غالبًا ما تؤدي التغييرات في منتجها الجيني أي آرأف إلى فقدان الخلية لقدرتها على موت الخلية المستحث ذاتيًا أوتوقف دورة الخلية، وهي آليات للخلايا لإدارة الإنقسامات الخلوية غير المنضبطة وبالتالي حدوث السرطان. من المثير للإهتمام أن الدجاج الذي يحمل الأليل B1 أوB2 مع خلل في أي آرأف لا يظهر أي إنتشار أعلى لأي نوع من أنواع السرطان وعادة ما يعتبر قويًا جدًا ويسهل الإحتفاظ به من السلالات. ومن المدهش أيضًا أن غالبية صناعة إنتاج البيض واللحوم تعتمد على الدجاج الذي يعاني من خلل في جين مثبط للورم.